# Alphonse Higelin
Alphonse Higelin (Mülhausen, Alt Rin, 16 d'abril de 1897 – Mülhausen, 21 de juny de 1981) va ser un gimnasta artístic francès que va competir en els anys posteriors a la Primera Guerra Mundial.
El 1920 va prendre part en els Jocs Olímpics d'Anvers, on guanyà la medalla de bronze en el concurs complet per equips del programa de gimnàstica.
Quatre anys més tard, als Jocs de París, guanyà la medalla de plata en el concurs complet per equips. En aquests mateixos Jocs disputà vuit proves individuals del programa de gimnàstica. Guanyà la medalla de bronze en la prova de barra fixa, mentre en les altres set finalitzà més enllà de la desena posició.